# Церква Святого Миколая (Чесники)
Миколаївська церква (XIV–XV, XIX ст.) — пам'ятка архітектури національного значення в с. Чесники (Рогатинський район, Івано-Франківська область).

## Відомості
За словами М. Рожка: «Церква є тридільною традиційною для українського сакрального будівництва, вимурована з каменю. її центральна частина дещо ширша від бабинця й апсиди. Сама апсида п'ятистінна з невеликими віконечками з південного та східного боків. І апсида, і бабинець перекриті стрімким дахом, а центральний неф — шатровим дахом з двома заломами. Дахи мають ґонтове покриття. Бабинець та апсида завершуються невеликими хрестами — центральний з них дещо більший. У бабинці над входом просвічується невелике вікно, у центральній наві є вікна більшого розміру. Характерна особливість церкви — це її контрфорси, ними вона виділяється з-поміж мурованих кам'яних храмів. Контрфорси на кутах центральної нави є трохи нижчими ніж на бабинці. Усі контрфорси пізніші, ніж сама церква. Характер кладки свідчить про його давнину, крутизна склепіння має риси готичної форми. Навколишній мур також указує, що церква була оборонною твердинею. Чесниківська стара церква має аналог серед української сакральної архітектури, подібний Божий храм є в с. Розсохи…» Всередині храму є старовинний напівзруйнований іконостас орієнтовно XVII–XVIII ст., який потребує негайної реставрації та разом із церквою є під опікою Управління культури Івано-Франківської облдержадміністрації.
В радянські часи церква охоронялась як пам'ятка архітектури Української РСР (№ 1194).

## Легенди
Згідно з переказом у Миколаївській церкві восени 1648 р. на службі Божій були козаки гетьмана Богдана Хмельницького. Як відомо з історії під час національно-визвольної війни українського народу від польської займанщини гетьман направив в Опільський край 15-ти тисячне козацьке військо на чолі з полковником Іваном Товпигою.

## Галерея

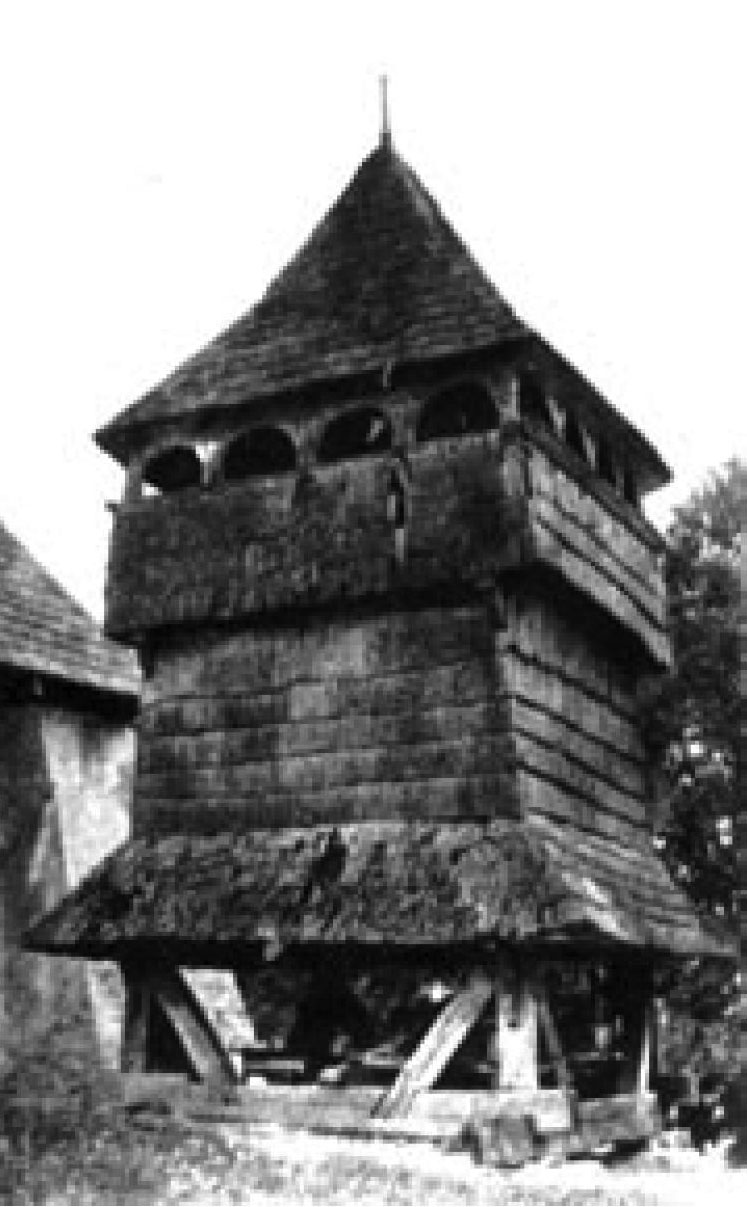
Дерев'яна дзвіниця чесниківської церкви з XVIII століття. Знімок початку XX століття
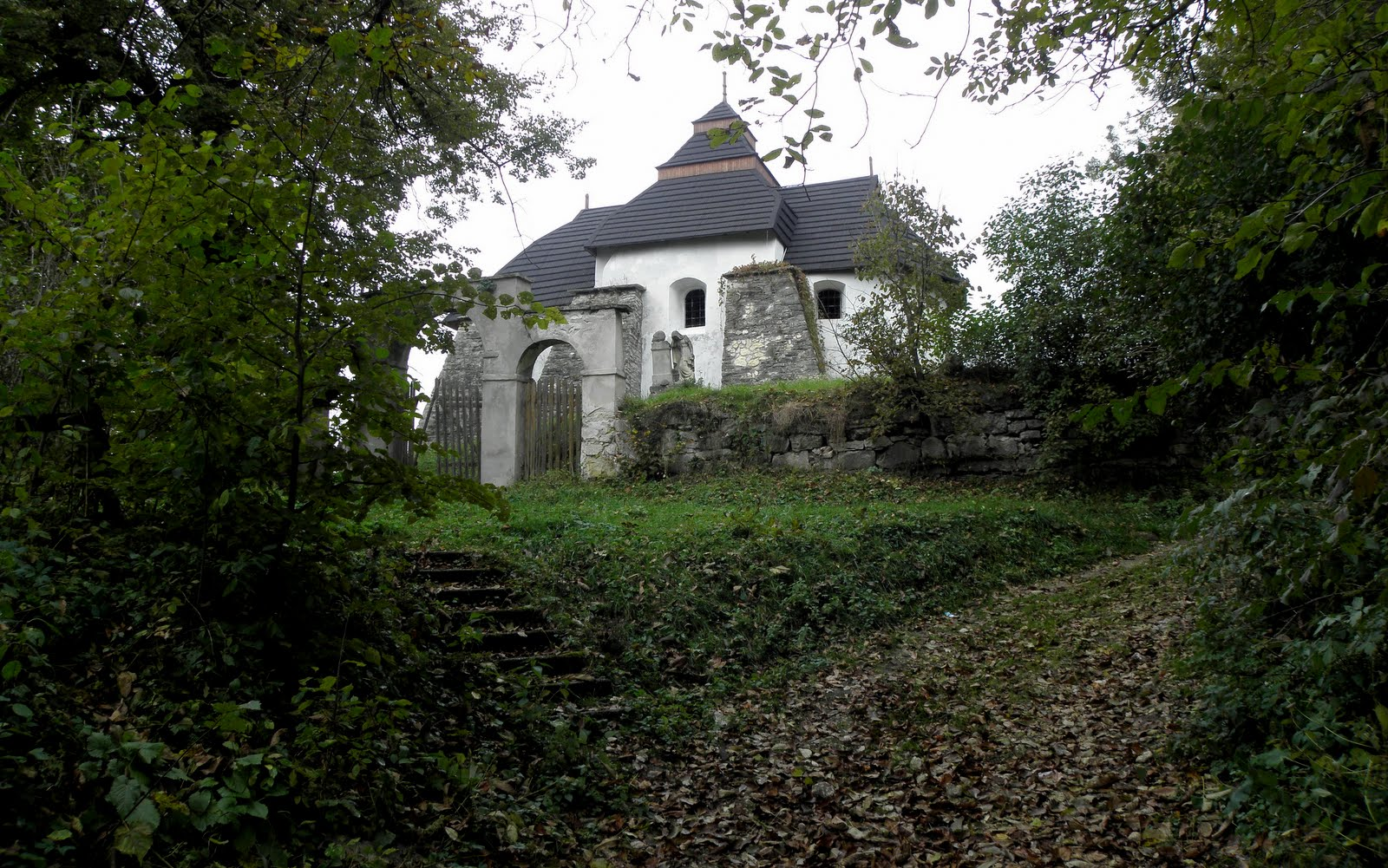
Загальний вигляд чесниківської церкви
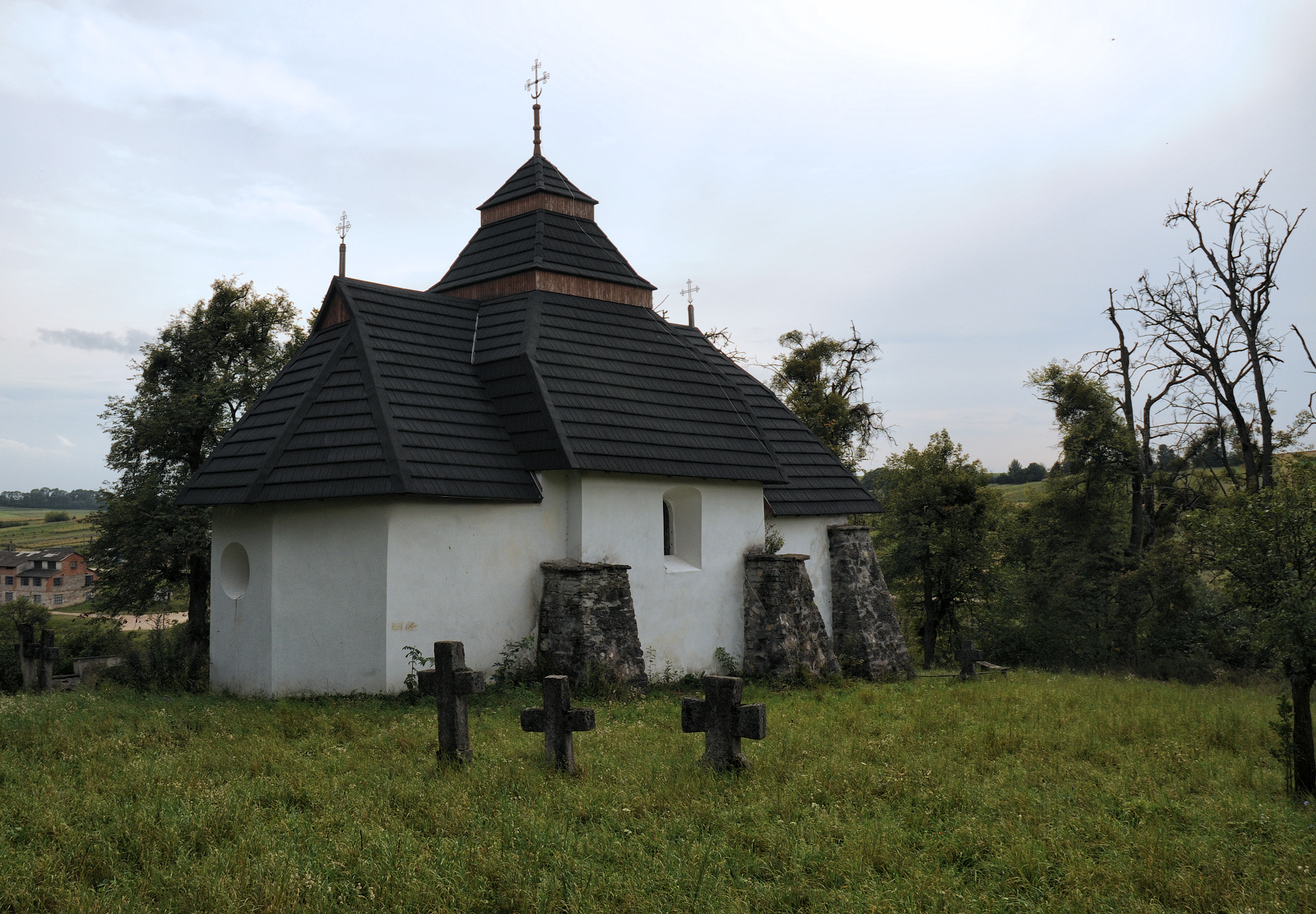
Загальний вигляд чесниківської церкви
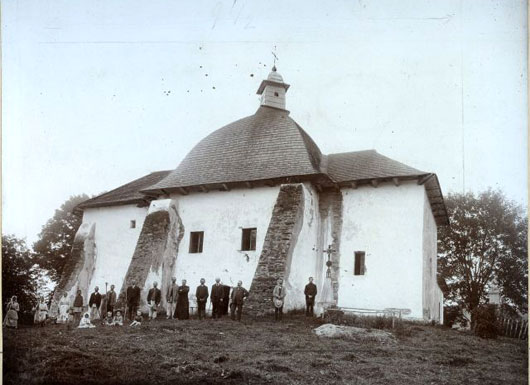
Церква святого Миколая, Улюч. Розібрана австріяками на початку XX століття
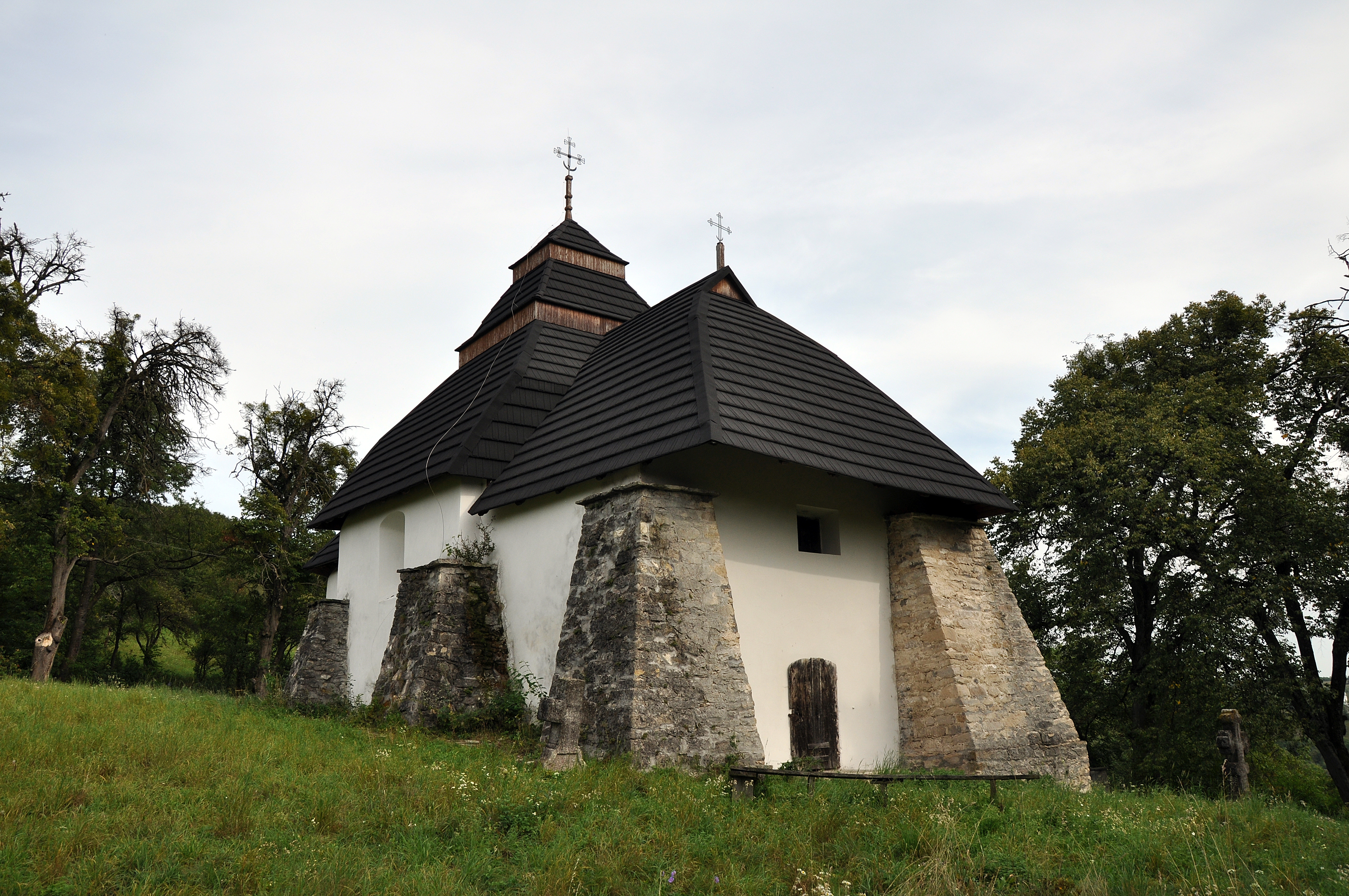
Вид на церкву з північно західного боку
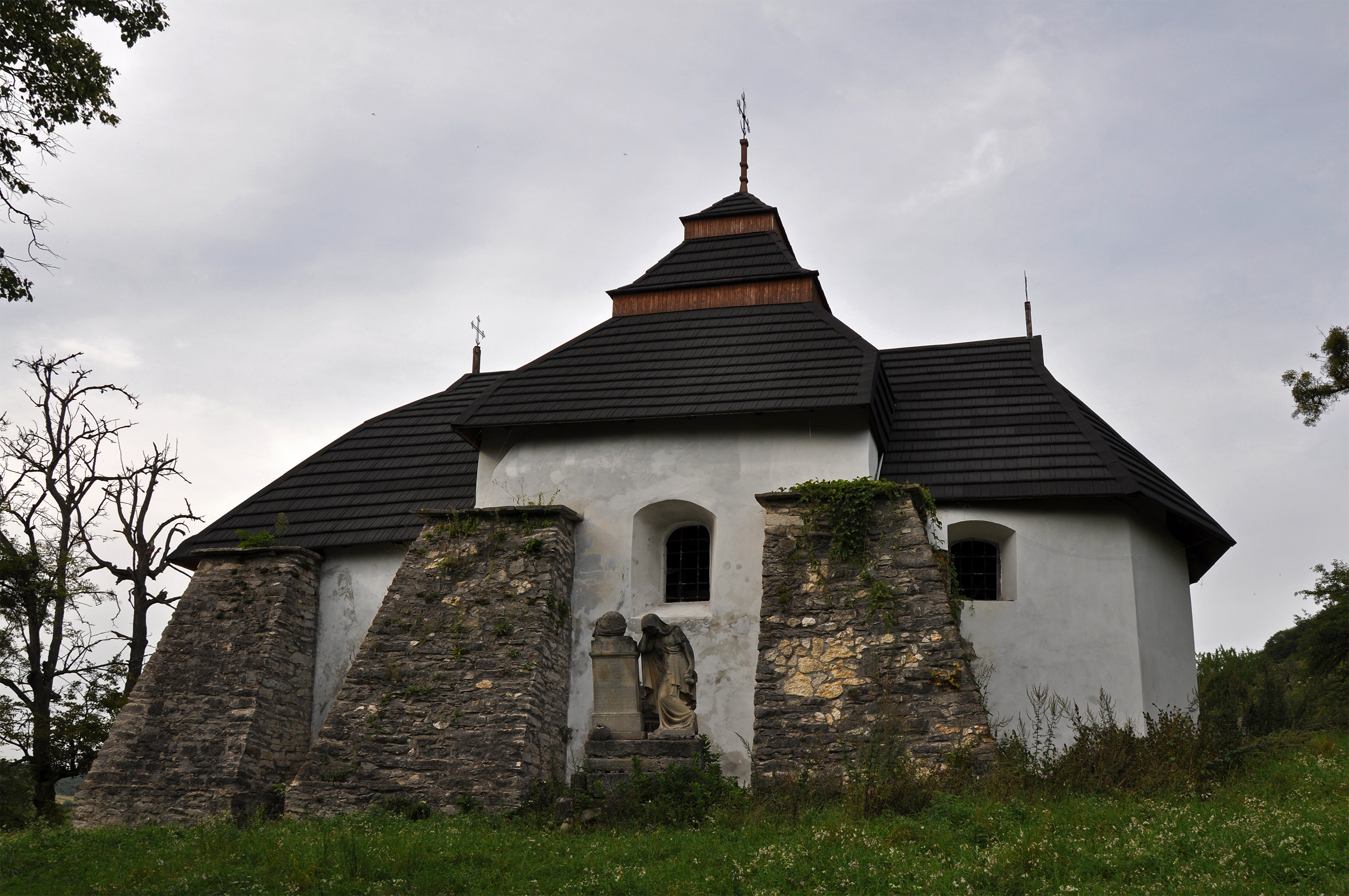
Вид на церкву з південного боку